# Exocentrus lateriflavus
Exocentrus lateriflavus là một loài bọ cánh cứng trong họ Cerambycidae.